# Annamária Szalai

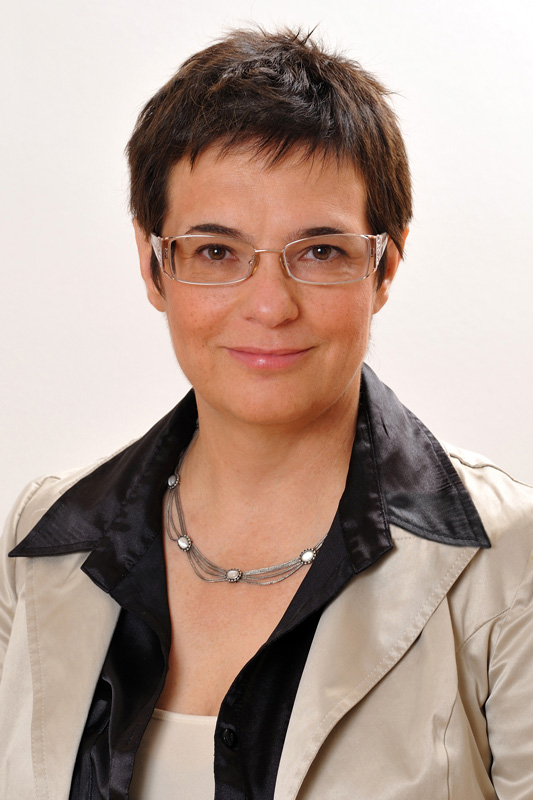
Annamária Szalai (2012)

Annamária Szalai (* 16. September 1961 in Zalaegerszeg; † 12. April 2013) war eine ungarische Journalistin und Politikerin der Partei Fidesz – Ungarischer Bürgerbund.

## Werdegang
Annamária Szalai studierte Betriebswirtschaft und Pädagogik, anschließend war sie in einer Grundschule in Zalaegerszeg als Musiklehrerin tätig. Ihre journalistische Karriere begann sie bei der kommunistischen Regionalzeitung Zalai Hírlap. Später leitete sie eine Konzerthalle und eine Galerie. Seit 2002 unterrichtete sie Medienwissenschaften an der Westungarischen Universität.

## Politisches Wirken
Szalai war Mediensprecherin der nationalkonservativen ungarischen Regierungspartei Fidesz und von 1998 bis 2004 Abgeordnete des ungarischen Parlaments. 2010 wurde sie von Ministerpräsident Viktor Orbán an die Spitze der Staatlichen Behörde für Medien und Nachrichtenübermittlung berufen, deren Präsidentin sie bis zu ihrem Tod durch eine Krebserkrankung war.